# Vállalkozásfinanszírozás
A vállalkozás finanszírozás a vállalkozás értékteremtő folyamatának biztosításához, működéséhez szükséges pénzügyi források megteremtését, azok megfelelő allokációját jelenti, így kialakítva a fenntartható vállalkozás finanszírozás folyamatát.

## Belső finanszírozás
Belső finanszírozás esetén a szükséges pótlólagos forrást a vállalkozás önállóan, külső segítség nélkül képes biztosítani (önfinanszírozás)

### Nyereség visszaforgatása
A nyereség visszaforgatása útján annyi forrás keletkezik, amennyit a (pozitív) adózott eredményből visszahagynak a tulajdonosok. Ez az összeg a mérleg szerinti eredmény, amely az év végén a saját tőke részét képező eredménytartalékba kerül. 

### Amortizáció
Az amortizáció természetes szerepe, hogy a tárgyi eszközökbe és az immateriális javakba korábban befektetett tőke fokozatos visszatérülését biztosítsa. A vállalkozás ingatlanainak, gépeinek, járműveinek stb. vásárlására fordított összegek csak úgy térülnek meg, ha azokat „apró szeletenként” a cég termékeinek (szolgáltatásainak) eladási árába beépítik. Az amortizáció (magyarul: értékcsökkenés) helyes elszámolása esetén mire egy-egy tárgyi eszköz és immateriális jószág elhasználódik és/vagy elavul, addigra vételára megtérül.

### Vagyon átrendezéséről
A vagyon átrendezéséről akkor beszélünk, ha a cég eladja valamely feleslegessé vált eszközét, és a befolyó bevételből vásárol más eszközöket. Ha a céget helyesen irányítják, akkor alig keletkezik felesleges eszköze, ezért a vagyon átrendezése a belső finanszírozásban csekély szerepet játszik.

## Külső finanszírozás
Külső finanszírozás esetén a tőke – nevének megfelelően – a vállalkozáson kívülről származik, végső soron vagy a tulajdonosoktól, vagy a hitelezőktől. 

### Tulajdonosok
A tulajdonosok pénzüket vagy eszközeiket rendszerint véglegesen, de legalábbis hosszabb időre bocsátják a vállalkozás rendelkezésére. Céljuk, hogy részesedjenek a vállalkozás vagyonából és jövedelméből, ezért ezt a fajta finanszírozást részesedés-finanszírozásnak is nevezik. Megkülönböztető jegyei ellenére ide sorolható a kockázati tőke is, mely a kezdő vállalkozások fejlődésében játszhat kitüntetett szerepet.

### Hitelezők
A hitelezők az általuk biztosított források után többnyire kamatra tartanak igényt. A hitelezők körébe tartoznak a hitelintézetek, mindenekelőtt a kereskedelmi bankok; a lízingcégek, a szállítók (ha a tőlük vásárolt termékek, illetve szolgáltatások árát utólag kell kiegyenlíteni) stb. Hitelezővé válhat a lakosság is, ha a vállalat által 
kibocsátott kötvényt vásárol. A hitelezők a vállalkozástól független piaci szereplők, ezért a hitelezői finanszírozási formát idegen finanszírozás néven is emlegetik.

### Átmeneti formák
A külső finanszírozás átmeneti formái is kialakultak, melyekre jellemző a részesedés finanszírozás és az idegen finanszírozás jegyeinek egyfajta keveredése (pl. tagi kölcsön, osztalék elsőbbségi részvény stb.) A pénzügyi innovációk hatására egyre több átmeneti forma kerül be a hazai gyakorlatba is.